# Phạm Quang Thanh
Phạm Quang Thanh (sinh ngày 22 tháng 7 năm 1981) là một doanh nhân và chính trị gia người Việt Nam. Ông hiện là Thành ủy viên, Bí thư Đảng đoàn, Chủ tịch Liên đoàn Lao động Thành phố Hà Nội. Ông nguyên là đại biểu quốc hội Việt Nam khóa XIV nhiệm kì 2016-2021, thuộc đoàn đại biểu quốc hội thành phố Hà Nội, Ủy viên Ủy ban Kinh tế của Quốc hội Việt Nam khóa 14, Bí thư Huyện ủy, Chủ tịch Hội đồng nhân dân huyện Sóc Sơn.

## Xuất thân
Phạm Quang Thanh sinh ngày 22 tháng 7 năm 1981, quê quán ở xã Định Tân, huyện Yên Định, tỉnh Thanh Hoá.
Ông hiện cư trú ở Số 16, ngõ 2 Hoa Lư, Phường Lê Đại Hành, quận Hai Bà Trưng, thành phố Hà Nội.

## Giáo dục
- Giáo dục phổ thông: 12/12[2]
- Đại học, chuyên ngành Kinh tế bảo hiểm
- Thạc sĩ, ngành Tài chính, ngân hàng[1]
- Trung cấp lý luận chính trị[1]

## Sự nghiệp
Phạm Quang Thanh gia nhập Đảng Cộng sản Việt Nam vào năm 2006 tháng 7 ngày 27.
Phạm Quang Thanh đã có gần 10 năm công tác tại Tập đoàn Bảo Việt và giữ các chức danh: Phó Tổng Giám đốc Công ty Quản lý Quỹ Bảo Việt; Ủy viên BCH Trung ương Đoàn; Ủy viên BCH Đảng bộ Tập đoàn, Bí thư Đoàn TNCS Hồ Chí Minh Tập đoàn Bảo Việt.
Sau đó, ông chuyển tới công tác tại Tổng Công ty Du lịch Hà Nội, giữ chức vụ Phó Bí thư Đảng ủy, Tổng Giám đốc Tổng công ty Du lịch Hà Nội.
Sáng ngày 2 tháng 4 năm 2019, từ chức vụ Phó Bí thư Đảng ủy, Tổng Giám đốc Tổng công ty Du lịch Hà Nội, Phạm Quang Thanh, được Thành ủy Hà Nội điều động công tác tại Huyện ủy Sóc Sơn, chỉ định tham gia Ban chấp hành, Ban thường vụ Huyện ủy, giữ chức vụ Phó Bí thư Thường trực Huyện ủy Sóc Sơn nhiệm kỳ 2015-2020.
Ngày 30 tháng 7 năm 2020, Đồng chí Phạm Quang Thanh, Phó Bí thư Thường trực Huyện ủy Sóc Sơn khóa XI được tín nhiệm bầu giữ chức Bí thư Huyện ủy khóa XII, nhiệm kỳ 2020-2025.
Ngày 12 tháng 10 năm 2020: tại Hội nghị lần thứ 1, BCH Đảng bộ TP.Hà Nội khóa 17, ông được bầu làm Thành ủy viên.
Ngày 23 tháng 5 năm 2021: Ông được bầu làm Đại biểu Hội đồng nhân dân thành phố Hà Nội khóa 16 và Đại biểu Hội đồng nhân dân huyện Sóc Sơn nhiệm kỳ 2021-2026 ở đơn vị bầu cử số 23 huyện Sóc Sơn.
Ngày 25 tháng 6 năm 2021, Hội đồng nhân dân huyện Sóc Sơn khóa XX, nhiệm kỳ 2021-2026 đã tổ chức kỳ họp thứ Nhất để bầu Chủ tịch Hội đồng nhân dân huyện. Tại kỳ họp, Hội đồng nhân dân huyện đã bầu các chức danh chủ chốt, trong đó, ông Phạm Quang Thanh, Bí thư Huyện ủy Sóc Sơn được bầu làm Chủ tịch Hội đồng nhân dân huyện khóa XX, nhiệm kỳ 2021-2026.
Ngày 02 tháng 11 năm 2022, Ban Thường vụ Thành ủy Hà Nội quyết định điều động, phân công ông Phạm Quang Thanh, thôi tham gia Ban Chấp hành, Ban Thường vụ, thôi giữ chức vụ Bí thư Huyện ủy, Chủ tịch HĐND huyện Sóc Sơn; đến nhận công tác tại Liên đoàn Lao động TP, chỉ định giữ chức vụ Bí thư Đảng đoàn Liên đoàn Lao động TP, giới thiệu để bầu bổ sung vào Ban Chấp hành, Ban Thường vụ và bầu giữ chức vụ Chủ tịch Liên đoàn Lao động TP Hà Nội.
Ngày 04 tháng 11 năm 2022, tại trụ sở Liên đoàn Lao động (LĐLĐ) thành phố Hà Nội đã diễn ra Hội nghị Ban Chấp hành LĐLĐ thành phố Hà Nội (khóa XVI), kỳ họp lần thứ hai mươi để bầu bổ sung Ủy viên Ban Chấp hành, Ban Thường vụ và chức danh Chủ tịch LĐLĐ Thành phố (khóa XVI), nhiệm kỳ 2018 - 2023. Với tinh thần dân chủ, trách nhiệm và thống nhất cao, đồng chí Phạm Quang Thanh đã được bầu làm Ủy viên Ban Chấp hành, Ủy viên Ban Thường vụ và giữ chức danh Chủ tịch LĐLĐ thành phố Hà Nội khóa XVI, nhiệm kỳ 2018 - 2023 với 100% đại biểu có mặt bỏ phiếu đồng ý.

## Phát biểu
- Nói về du lịch ngày tết nhân dịp Tết 2017: "Trong Nam mùng 1 Tết đã có gia đình nằm phơi nắng ở Vũng Tàu. Từ bé họ đã thế và thấy đây là việc rất bình thường vì quan niệm Tết là cho mình. Ngoài Bắc chưa thay đổi mạnh đến mức ấy, luôn nghĩ Tết là cho người khác." [3]

## Gia đình
Thân phụ ông là Phạm Quang Nghị, nguyên Ủy viên Bộ Chính trị, Bí thư Thành ủy Hà Nội.